# Menschen im Hotel

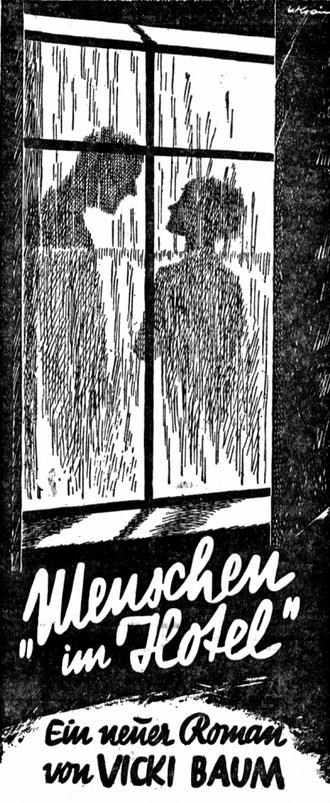
Werbeanzeige für den Roman, 1929

Menschen im Hotel (Untertitel: Kolportageroman mit Hintergründen) ist ein Roman von Vicki Baum aus dem Jahre 1929.
Der Roman behandelt das Leben in Berlin während der goldenen 1920er Jahre. In den auftretenden Figuren trifft der Leser nicht nur vereinsamte, seelisch deformierte und physisch kranke Menschen an, sondern auch solche, die hinter ihrer bürgerlichen Fassade ein gestörtes Verhältnis zur Realität offenbaren. Das expressionistische Paradigma der Gesellschafts- und Zivilisationskritik wird sichtbar, das die Menschen als Opfer der anonymen Massengesellschaft des 20. Jahrhunderts zeigt. Im Mittelpunkt stehen der vereinsamte, psychisch und physisch deformierte Mensch sowie der Verfall bürgerlicher Werte.

## Handlung
Der Roman spielt nahezu ausschließlich in einem Berliner Luxushotel und lebt von den Beziehungen, die zwischen den dort abgestiegenen Gästen entstehen. Als Vorbild soll das Hotel Excelsior gedient haben. Im Programmheft zur Uraufführung des Theaterstücks Menschen im Hotel behauptete Vicki Baum später, sie habe ihre Erfahrungen zu diesem Roman in den 1920er Jahren als Zimmermädchen im Berliner Hotel Bristol gemacht. Dies war jedoch nur ein Reklamegag, wie die Autorin 1959 zugab. Gleich zu Beginn des Romans wird die alternde berühmte Balletttänzerin Grusinskaja vorgestellt, die ihren Zenit bereits überschritten hat und nur noch in mäßig gefüllten Theatern tanzt. Vicki Baum hatte die Figur der alternden Ballerina bereits 1926 in der Kurzgeschichte „Panik. Geschichte einer Entgleisung“ verwendet. Vor ihren Auftritten versteht es die Grusinskaja, mit ihrer hysterischen Art die ganze Hotelmannschaft auf Trab zu halten. Im weiteren Verlauf des Romans wird dargestellt, wie die Grusinskaja unter ihrem verblassenden Ruhm, unter ihrer Einsamkeit und ihrem zunehmenden Alter leidet. Sie ist stets schlecht gelaunt, hat Depressionen und nimmt Beruhigungsmittel.
Im Foyer sitzt der vereinsamte und infolge einer Kriegsverletzung im Gesicht entstellte Otternschlag, der immer wieder an der Rezeption fragt, ob nicht eine Nachricht oder ein Brief für ihn abgegeben wurde, was jedoch nie der Fall ist. Otternschlag lebt als verbitterter Dauermieter im Hotel und ist morphiumsüchtig. Jeden Abend überlegt er sich, ob er nicht mit einer Überdosis aus dem Leben scheiden soll, doch findet er den Mut dazu nicht.
Als Nächstes wird der junge Baron Gaigern in die Handlung eingeführt, er ist verarmt und betätigt sich als Fassadenkletterer und Trickbetrüger, was jedoch niemand von ihm denken würde.
Mit Herrn Kringelein betritt ein Angestellter der unteren Mittelschicht das Hotel und verlangt nach einem luxuriös ausgestatteten Zimmer, wie es Herr Generaldirektor Preysing stets zu ordern pflegt, den er zu kennen vorgibt. Weil Kringeleins äußere Erscheinung überhaupt nicht in die Umgebung eines Luxushotels passt, weigert sich die Rezeption zunächst, ihm als Gast ein Zimmer zu überlassen. Der Leser erfährt, dass Kringelein todkrank ist und beschlossen hat, alle Brücken (Familie, Arbeit als Hilfsbuchhalter) hinter sich abzubrechen, um bis zu seinem Tod das Leben zu genießen. Kringelein schließt Bekanntschaft mit dem Hotelstammgast Otternschlag. Beide verabreden sich, um am Abend im Theater die Grusinskaja zu sehen. Es ist dies Kringeleins erster Theaterbesuch.
Am folgenden Tag steigt Generaldirektor Preysing im Hotel ab. Er ist zu Verhandlungen angereist, denn um die Existenz der Firma zu sichern, für die er arbeitet, soll er eine Fusion mit einem Chemnitzer Unternehmen erreichen. Dies schafft er schließlich, doch er betrügt die Verhandlungspartner hinsichtlich einer Kooperation mit einem englischen Unternehmen. Daraufhin möchte er seine Frau hintergehen, indem er versucht, mit der Aushilfssekretärin seines Anwalts, Fräulein Flamm, genannt Flämmchen, anzubändeln.
Die Grusinskaja tanzt wieder vor fast leeren Rängen und verfällt in eine erneute Depression. Sie weigert sich weiterzutanzen, flüchtet ins Hotel und will sich dort mit einer Überdosis Beruhigungsmittel das Leben nehmen. In ihrem Zimmer überrascht sie den Baron Gaigern, der soeben ein wertvolles Perlencollier aus ihrem Zimmer stehlen wollte. Der junge Baron Gaigern gibt vor, er sei in die gealterte Startänzerin Grusinskaja verliebt und wäre über die Fassade in ihr Zimmer eingedrungen, um ihr dies zu gestehen. Während einer Liebesnacht verlieben sich die beiden jedoch tatsächlich ineinander. Gaigern soll der Diva nach Wien folgen.
Um sich Geld für die Reise nach Wien zu organisieren, bändelt Gaigern mit dem todkranken Hilfsbuchhalter Kringelein an. Er erbietet sich, dem Todeskandidaten das wahre Leben der Großstadt zu zeigen. Sie besuchen zunächst ein nobles Herrenausstattungsgeschäft, wo Kringelein neu und elegant eingekleidet wird, fahren Automobil, fliegen, besuchen einen Boxkampf, ein Spielkasino und landen in einem Nachtklub. Dort bricht Kringelein unter Magenschmerzen zusammen. Im Hotel behandelt ihn Otternschlag mit Morphiumspritze und verhindert, dass Gaigern ihn bestehlen kann. Kringelein erholt sich und scheint wie verwandelt. Er hat seine Buchhalterexistenz abgelegt und sucht seinen Chef Preysing auf. Diesem sagt er die Meinung und verurteilt dessen verstockte Haltung gegenüber den schlechten Arbeitsbedingungen der Angestellten im Betrieb. Preysings neue Geliebte, das Flämmchen, ist von Kringelein beeindruckt.
Baron Gaigern hat sich unterdessen als nächstes Opfer den Generaldirektor ausgesucht. Doch erneut wird er ertappt. In einem Handgemenge tötet Preysing den Baron. Die Polizei verhaftet ihn mit Verdacht auf Totschlag. Im Verlaufe der Ermittlungen erfährt seine Familie von seiner Affäre mit Flämmchen, während in der Firma sein Betrug auffliegt. Preysing ist am Ende, während Flämmchen, das Fräulein Flamm, bei Kringelein Zuwendung sucht und findet. Beide beschließen, gemeinsam auf Reisen zu gehen. Otternschlag verbleibt einsam im Hotelfoyer und die Grusinskaja wartet in Wien auf ihren jungen Liebhaber, der nie ankommen wird.

## Verfilmungen
Der Roman wurde bisher drei Mal verfilmt. 1932 entstand unter dem Titel Grand Hotel eine Hollywoodversion, die eine Starbesetzung vereinte und den Oscar als Besten Film gewann. 1945 erschien eine weitere Verfilmung unter dem Titel Weekend at the Waldorf, 1959 eine deutsche Verfilmung.
- 1932: Menschen im Hotel – Regie: Edmund Goulding
- 1945: Weekend im Waldorf – Regie: Robert Z. Leonard, mit Ginger Rogers, Walter Pidgeon, Van Johnson und Lana Turner in den Hauptrollen
- 1959: Menschen im Hotel – Regie: Gottfried Reinhardt

## Theateradaption
- Menschen im Hotel. Bühnenfassung von Vicki Baum. Uraufführung am 16. Januar 1930, Berlin, Theater am Nollendorfplatz. Regie: Gustaf Gründgens. Mit: Sybille Binder, Oskar Karlweis, Paul Kemp und anderen[4]
- Bereits 1930 wurde eine Bühnenfassung des Romans am Neuen Theater in Frankfurt a. M. (Regie: Ernst Held) aufgeführt.[5]
- Das Buch und die Verfilmung von 1932 dienten als Vorlage für das Musical Grand Hotel.
- 1951 inszenierte Gustav Manker das Stück am Wiener Volkstheater mit Margarete Fries (Grusinskaja), Carl Bosse (Baron von Gaigern), Otto Woegerer (Direktor Preysing), Karl Skraup (Kringelein) und Inge Konradi (Flaemmchen).
- 2009 wurde Menschen im Hotel von Anna Bergmann am Schauspielhaus Bochum als Theaterstück bearbeitet und inszeniert. Es spielten u. a. Peter Lohmeyer, Maja Beckmann und Christine Schönfeld.
- 2014 inszenierte das Theater Waidspeicher in Erfurt Menschen im Hotel als Puppentheater.
- Ab 1. November 2015 wurde Menschen im Hotel als Theaterprojekt der Vagantenbühne Berlin in Kooperation mit dem benachbarten Savoy Hotel Berlin als Haupt-Spielort unter der Regie und Bühnenfassung von Joanna-Maria Praml aufgeführt.
- Seit 29. September 2017 ist Menschen im Hotel unter der Regie von Manuel Kressin in eigener Fassung am Theater und Philharmonie Thüringen in Gera bzw. Altenburg zu sehen.
- Am Düsseldorfer Schauspielhaus war Menschen im Hotel in der Spielzeit 2018/2019 in einer Fassung von Stephan Kaluza zu sehen. Regie führte Sönke Wortmann. Premiere war am 14. September 2018.

## Hörspiele und Hörbücher
- 1949: Menschen im Hotel – Regie: Fritz Benscher (mit Hilde Hildebrand, Ellen Schwanneke, Bum Krüger, Peter Pasetti, Adolf Gondrell, Charles Regnier) – Produktion: BR
- 1958: Menschen im Hotel – Regie: Heinz-Günter Stamm (mit Paul Dahlke, Brigitte Horney, Willy Maertens, Erik Schumann, Gisela Zoch-Westphal) – Produktion: SWF
- 1988: Menschen im Hotel – Regie: Robert Matejka (mit Jutta Hoffmann, Peter Schiff, Heinz Schubert, Jürgen Hentsch, Jens Markgraf, Rosemarie Fendel, Guntbert Warns u. a.) – Produktion: RIAS Berlin
- 2002: Menschen im Hotel – gelesen von Charles Brauer – Koproduktion: Ullstein Hörverlag, Hessischer Rundfunk
- 2006: Menschen im Hotel – gelesen von Barbara Rudnik – Produktion: Random House Audio

## Ausgaben
- Vicki Baum: Menschen im Hotel, Roman, Taschenbuch. KiWi-Paperback 991, 5. Auflage, Kiepenheuer und Witsch, Köln 2007, ISBN 978-3-462-03798-2: Hörbuch: als Hörspiel mit Brigitte Horney, Willy Maertens, Erik Schumann, Bearbeitet von Gerda Corbett. Regie: Heinz-Günter Stamm. SWR2 Südwestrundfunk, 1 CD, 82 Minuten, Der Hörverlag, 2012, ISBN 978-3-86717-962-1.